# Adamo Boari

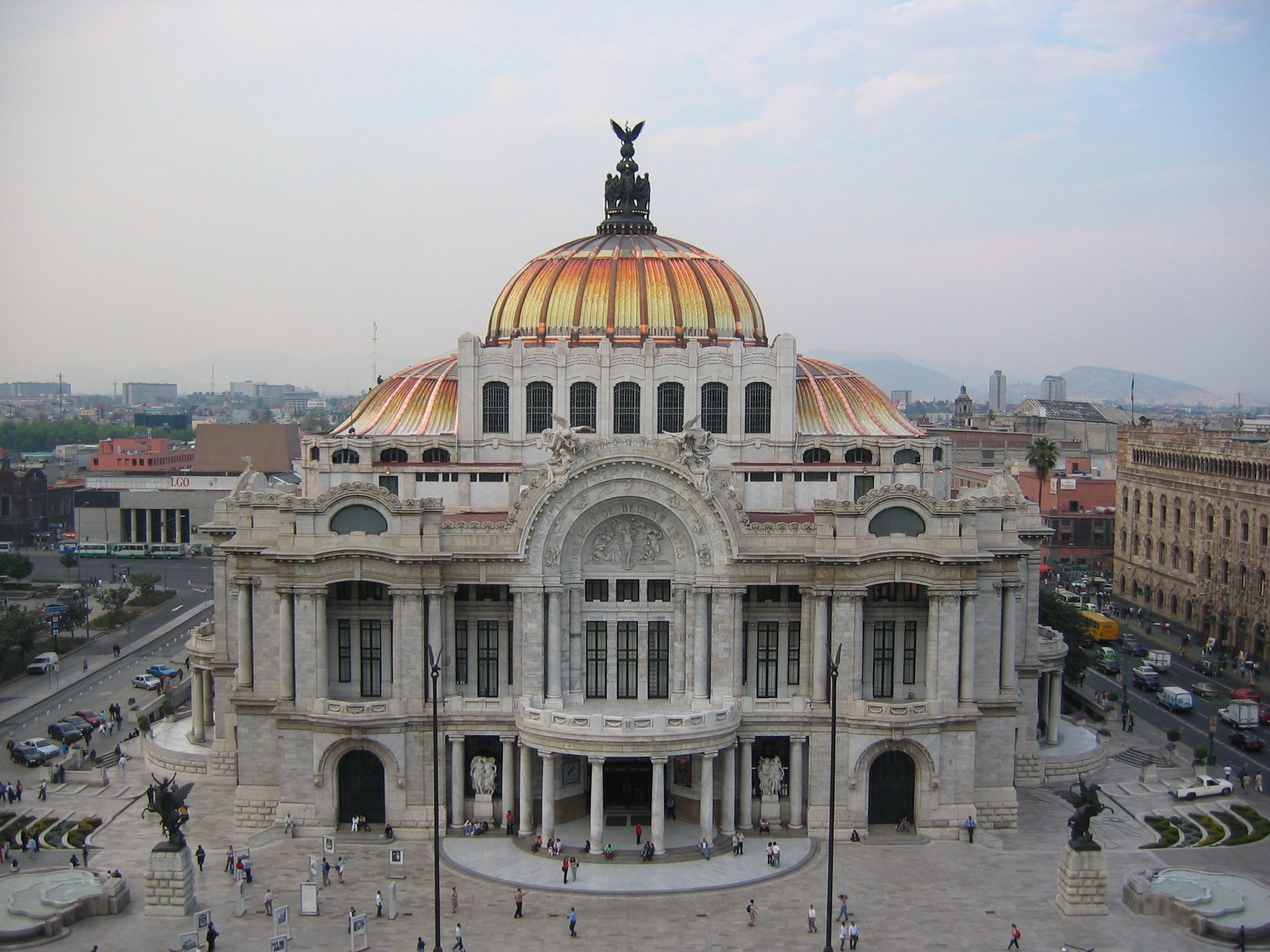
Palacio de Bellas Artes

Adamo Boari (ur. 22 października 1863 w Ferrarze, zm. 24 lutego 1928 Rzymie) – włoski architekt.

## Życiorys
Boari urodził się w Ferrarze i studiował na tamtejszym uniwersytecie, następnie zaś na uczelni w Bolonii, którą ukończył w 1886.
Po krótkim okresie pracy w Turynie wyjechał do Brazylii w 1889 roku, gdzie organizował wystawę. Po pobycie w Buenos Aires i Montevideo i kuracji żółtej febry wyjechał do USA i zamieszkał w Chicago. W 1899 uzyskał pozwolenie na pracę w Stanach jako architekt. W 1903 udał się do Meksyku. Zlecono mu projekty Palacio de Bellas Artes i Palacio de Correos de Mexico. Współpracował także z Frankiem Lloydem Wrightem.
W 1916 wyjechał do rodzinnych Włoch, gdzie zaprojektował nowy teatr w Ferrarze, który ukończył jego brat, Sesto.